# سيدي عيسى بن علي
سيدي عيسى بن علي هي قرية مغربية شمال المملكة. تنتمي سيدي عيسى بن علي لاقليم الفقيه بن صالح، تبلغ ساكنة سيدي عيسى أكثر من 22697 نسمة يعيشون في 3735 أسرة حسب الإحصاء 2004. وكتافة سكانية تقدر 299نسمة /كلم2، وتعتبر قريبة من مدينتي بني ملال والفقيه بن صالح

## البنية التحتية
يوجد في سيدي عيسى جميع البنى التحتية الأساسية، حيث تصل نسبة التغطية بالشبكة الكهربائية بتراب الجماعة 97 في المائة، كما تتوفر على مركز صحي «مستوصف» ودار الولادة التي تم إنجازها في إطار المبادرة الوطنية للتنمية البشرية،  تضم الجماعة العديد من المؤسسات التعليمية الإبتدائية وثانوية إعدادية، ودار الطالبة ودار للشباب، ومكتبة بلدية عامة، ملعب للقرب، و3 مساجد، يتوفر الحي الإداري على مركز الجماعة، وعلى مركز للدرك الملكي، وقيادة. كما تتوفر الجماعة على مختلف وكالات البريد والأبناك وتحويل الأموال، ومختلف محلات الجزارة والبقالة والصيدليات، وسوق اسبوعي يكون يوم الجمعة.

## الموقع
يوجد على شمال سيدي عيسى بن علي، جماعة أولاد زمام، وشرقا جماعة أولاد اكناو التابعة إداريا لإقليم بني ملال، وغربا وجنوبا جماعة أولاد بورحمون، وهي تابعة لدائرة بني موسى الشرقية إقليم الفقيه بن صالح، تم احداتها سنة 1960 وهي جماعة أم لعدة جماعات
مجاورة، على مساحة 75كلم2

## معرض صور

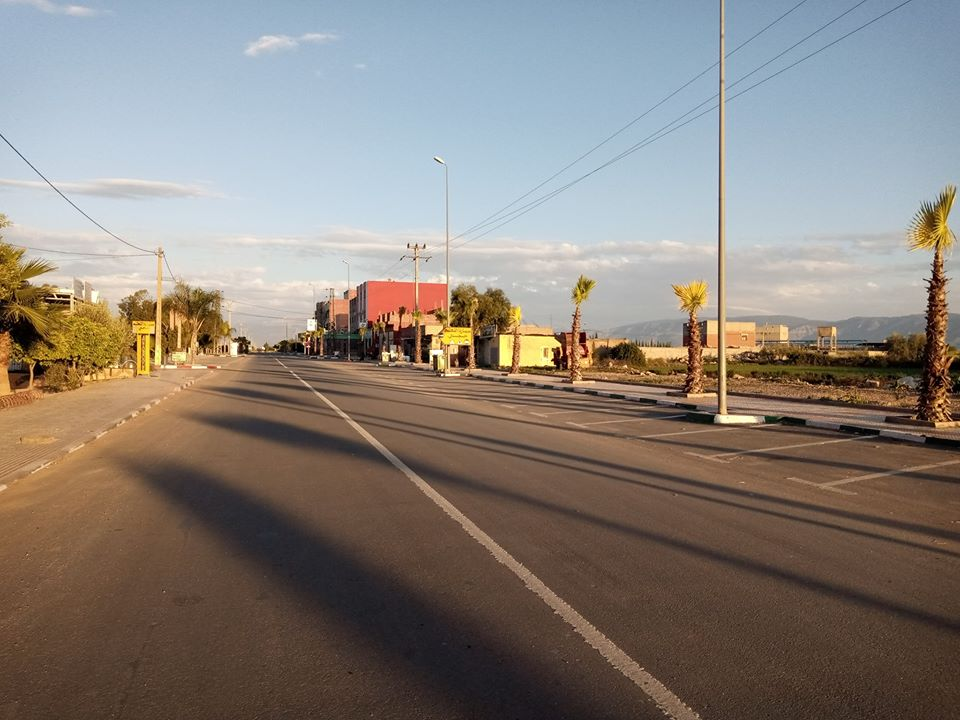
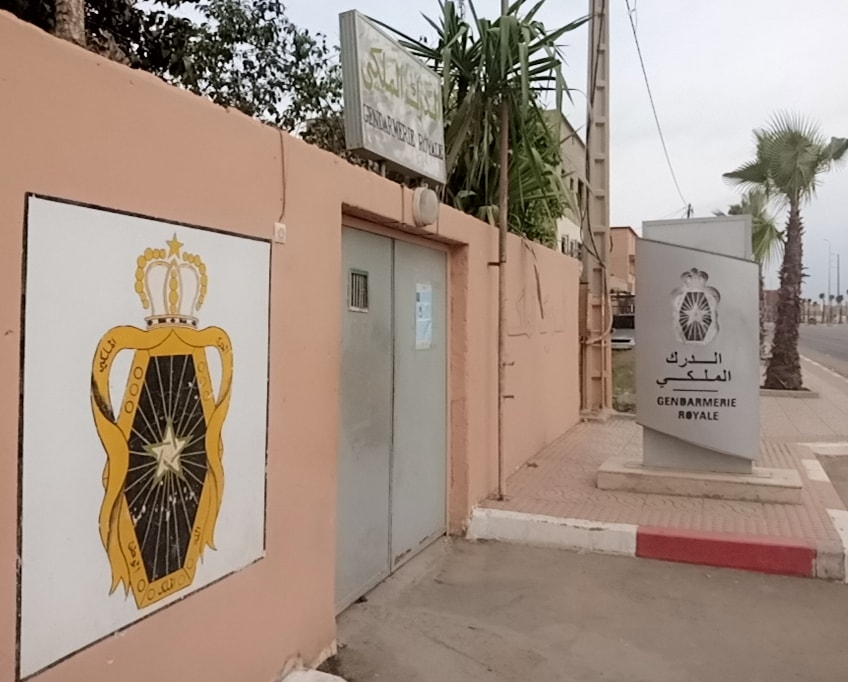
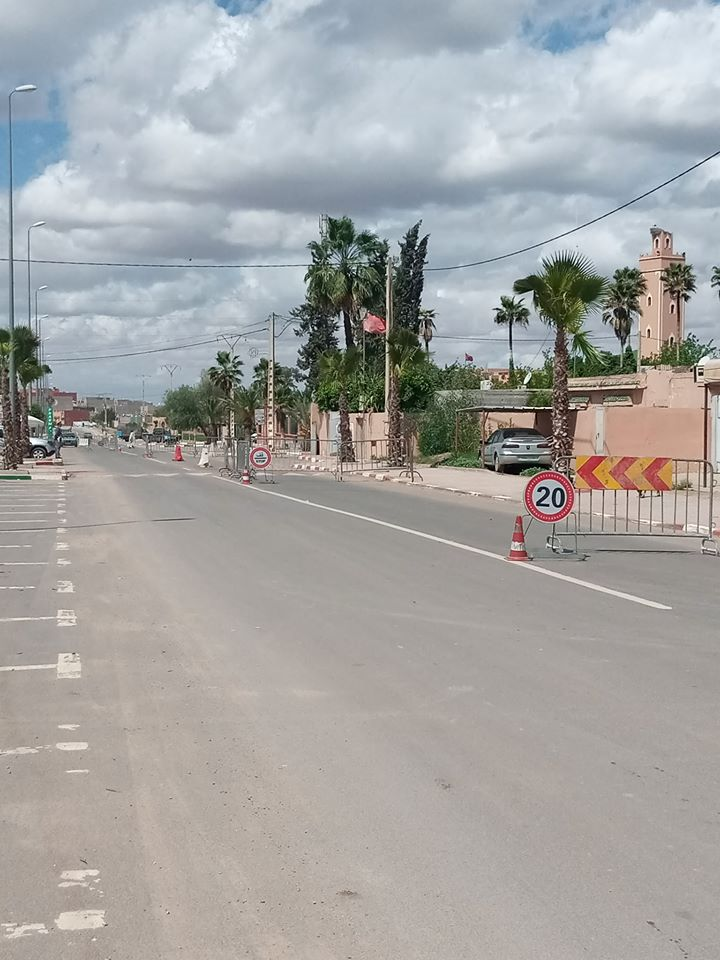
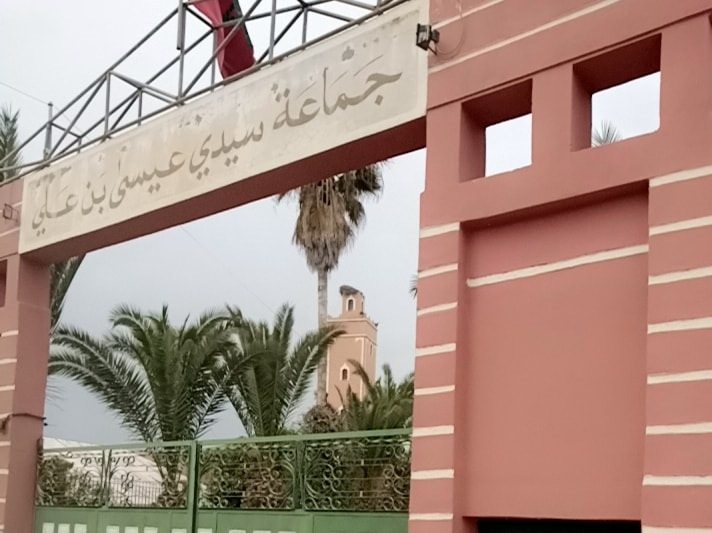
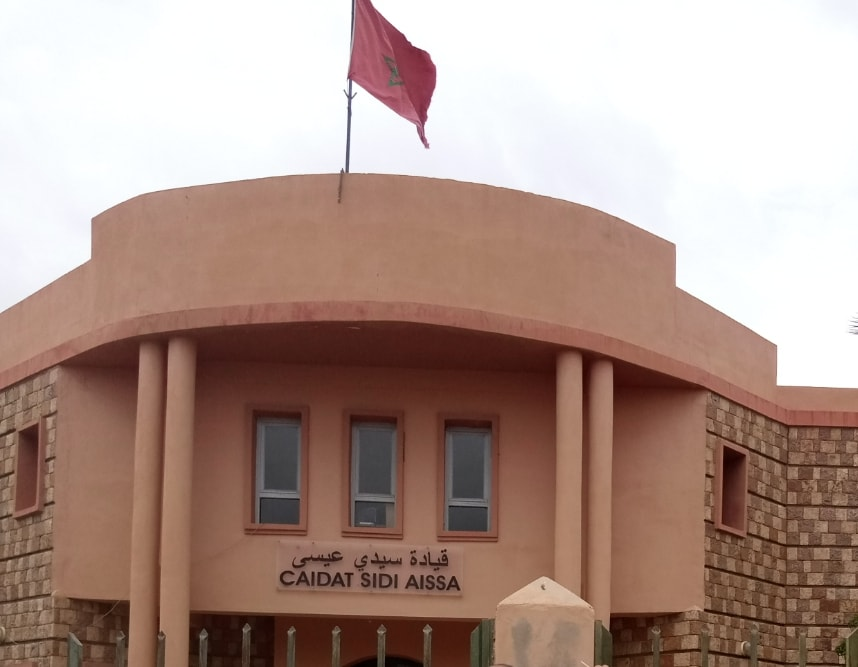

## الطقس
| مخطط المناخ سيدي عيسى | مخطط المناخ سيدي عيسى | مخطط المناخ سيدي عيسى | مخطط المناخ سيدي عيسى | مخطط المناخ سيدي عيسى | مخطط المناخ سيدي عيسى | مخطط المناخ سيدي عيسى | مخطط المناخ سيدي عيسى | مخطط المناخ سيدي عيسى | مخطط المناخ سيدي عيسى | مخطط المناخ سيدي عيسى | مخطط المناخ سيدي عيسى |
| --- | --------------------- | --------------------- | --------------------- | --------------------- | --------------------- | --------------------- | --------------------- | --------------------- | --------------------- | --------------------- | --------------------- |
| 01 | 02                    | 03                    | 04                    | 05                    | 06                    | 07                    | 08                    | 09                    | 10                    | 11                    | 12                    |
| 53 17 5 | 27 20 6               | 62 22 9               | 68 28 11              | 8 34 14               | 6 39 19               | 1 41 21               | 5 42 23               | 32 38 18              | 39 34 15              | 106 24 9              | 39 17 6               |
| متوسط درجة-الحرارة °س مجاميع الهطل مم |                       |                       |                       |                       |                       |                       |                       |                       |                       |                       |                       |
| بالوحدات الإنكليزية \| 01 \| 02 \| 03 \| 04 \| 05 \| 06 \| 07 \| 08 \| 09 \| 10 \| 11 \| 12 \| \| 2.1 63 41 \| 1.1 68 43 \| 2.4 72 48 \| 2.7 82 52 \| 0.3 93 57 \| 0.2 102 66 \| 0 106 70 \| 0.2 108 73 \| 1.3 100 64 \| 1.5 93 59 \| 4.2 75 48 \| 1.5 63 43 \| \| متوسط درجة-الحرارة °ف مجاميع الهطول ″ \| \| \| \| \| \| \| \| \| \| \| \| |                       |                       |                       |                       |                       |                       |                       |                       |                       |                       |                       |
| 01 | 02                    | 03                    | 04                    | 05                    | 06                    | 07                    | 08                    | 09                    | 10                    | 11                    | 12                    |
| 2.1 63 41 | 1.1 68 43             | 2.4 72 48             | 2.7 82 52             | 0.3 93 57             | 0.2 102 66            | 0 106 70              | 0.2 108 73            | 1.3 100 64            | 1.5 93 59             | 4.2 75 48             | 1.5 63 43             |
| متوسط درجة-الحرارة °ف مجاميع الهطول ″ |                       |                       |                       |                       |                       |                       |                       |                       |                       |                       |                       |

| 01                                    | 02        | 03        | 04        | 05        | 06         | 07       | 08         | 09         | 10        | 11        | 12        |
| 2.1 63 41                             | 1.1 68 43 | 2.4 72 48 | 2.7 82 52 | 0.3 93 57 | 0.2 102 66 | 0 106 70 | 0.2 108 73 | 1.3 100 64 | 1.5 93 59 | 4.2 75 48 | 1.5 63 43 |
| متوسط درجة-الحرارة °ف مجاميع الهطول ″ |           |           |           |           |            |          |            |            |           |           |           |